# Меньшиков, Фёдор Дмитриевич
Фёдор Дмитриевич Меньшиков (май 1901, Сольвычегодский уезд, Вологодская губерния — 3 июля 1942, Севастополь, Крымская АССР) — советский пропагандист. Участник обороны Севастополя. Член ВКП(б) с 1920 года.

## Биография

### Ранние годы
Родился в мае 1901 года в селе Козьминское Сольвычегодского уезда Вологодской губернии в семье крестьянина-середняка. В 1914 году окончил двухклассное начальное училище в селе Алексеевское, а после учился в школе второй степени в Сольвычегодске.
Участвовал в гражданской войне на стороне РККА на Юго-Западном фронте. В июле 1920 года вступил в РКП (б). С июня 1920 года по сентябрь1922 года являлся политическим руководителем роты 4-го отдельного запасного полка и 131-го запасного полка.
С июля по октябрь 1923 года — политический руководитель взвода конвойной команды ОГПУ в Архангельске. Там же прошёл обучение в советско-партийной школе II ступени. Впоследствии работал комендатуре ОГПУ в Кронштадте (1923—1925) и в Архангельске (1925—1927). Окончил Высшую пограничную школу ОГПУ в Москве (1928).
В октябре 1928 года Меньшиков был назначен председателем правления артели Украинской хлебной промышленности, где работает в течение года. В сентябре 1929 года стал инспектором организационного отдела Народного комиссариата здравоохранения РСФСР. С июля 1930 по январь 1931 года являлся заведующим отделом экономики труда Всесоюзного государственного треста свиноводческих совхозов «Свинартрест».

### Пропагандистская работа
В январе-октябре 1931 года — заместитель заведующего отделом кадров Коммунистической академии в Москве. С августа 1932 по сентябрь 1935 года являлся членом пропагандистской группы ЦК ВКП(б) в Маймаксанском районе Северного края.
С 1937 по 1940 год работает на различных должностях в отделах пропаганды ВКП(б). Параллельно оканчивает Институт красной профессуры в Москве (1932), а с ноября 1939 по октябрь 1940 года является преподавателем историю ВКП(б) в Высшей партийной школе при ЦК ВКП(б).
В январе 1941 года назначается секретарём по пропаганде и агитации в Крымском областном комитете ВКП(б).

### Оборона Севастополя
С началом Великой Отечественной войны и обороны Севастополя являлся представителем крымского комитета ВКП(б). Супругу с двумя детьми Меньшиков отправил в эвакуацию в Татарскую АССР.
Входил в городской комитет обороны Севастополя. Организовывал перестройку работы промышленных предприятий, занимался обеспечением продовольствием и созданием партизанских отрядов.
Меньшиков стал инициатором обращения Крымского ОК ВКП(б) и Севастопольского ГК ВКП(б) к правительствам союзных республик Кавказа и Центральной Азии с просьбой предоставить сырьё и материалы для промышленности Севастополя. Одним из первых Меньшиков 30 марта 1942 года в газете «Красный Крым» употребил в отношении Севастополя словосочетание «город-герой». Фёдору Меньшикову также приписывается идея установить на Историческом бульваре трёхметровые буквы из инкерманского камня с надписью: «Севастополь был, есть и будет советским!».
Скончался 3 июля 1942 года на мысе Херсонес в последние дни обороны Севастополя. С 31 октября 1961 года имя Фёдора Меньшикова носит улица в Гагаринском районе Севастополя. На доме № 27 установлена аннотационная табличка.

## Личная жизнь
- Супруга — Клавдия Александровна. До Великой Отечественной войны работала учителем начальных классов. В 1982 году вышла на пенсию как старший лаборант Высшей партийной школы при ЦК КПСС. Проживала в Москве[1].
- Дочь — Лингеза Фёдоровна (ум. 1988). Работала редактором издательства «Наука»[1].
- Сын — Валерий Фёдорович. Работал в Научном совете по выставкам работ Академии наук СССР[1].